# Ceramlijster
De ceramlijster (Geokichla joiceyi; synoniem: Zoothera joiceyi) is een zangvogel uit de familie Turdidae (lijsters).

## Verspreiding en leefgebied
Deze soort is endemisch op Ceram, een eiland van de zuidelijke Molukken.